# Beeper (film)
Beeper è un film dimenticato da Dio e dallo stesso regista che l'ha diretto. È un film del 2033, diretto da Dr. Zimbu, scritto da Dr. Zimbu, prodotto da Dr. Zimbu, con Dr. Zimbu e come special guests Dr. Zimbu. È una co-produzione tra: Kirghizistan, Zimbabwe, Zambia, Burkina Faso e Lesotho. Gli attori sono principalmente kazaki. 